# Регатас (регбийный клуб)
«Клуб де Регатас Белья-Виста» (исп. Club de Regatas Bella Vista) — аргентинский спортивный клуб из пригорода Буэнос-Айреса Белья-Виста. Клуб основан в 1895 году как команда по академической гребле. Затем были организованы секции по регби и хоккею на траве, футбол же организуется в клубе преимущественно для детей.
Клуб в первую очередь известен успехами регбийной команды.

## История
Клуб основан 14 февраля 1895 года бывшими членами Буэнос-Айресского гребного клуба, желавшими развивать данный вид спорта в городе Белья-Виста. Большая часть жителей города тогда имела французское происхождение. Один из «французских» горожан, Энрике Губа, считается отцом-основателем клуба.
Члены клуба играли в регби с момента основания организации, однако команда стала конкурентоспособной лишь в 1960-х, с приобретением новых земель и постройкой нескольких игровых полей. Лучший сезон регбистов «Регатас» пришёлся на 2002 год, когда команда достигла финала чемпионата, где уступила «Сан-Исидро». В ноябре 2011 года команда выбыла во второй дивизион, но вернулась в элиту уже по итогам следующего сезона.
Ещё больших успехов спортсмены «Регатас» достигли в регби-7: в частности, 1985 году они стали чемпионами провинции. В 1990-х годах определённый успех пришёлся и на долю молодёжных команд. Так, в 1999 году чемпионом стала команда игроков до 19 лет, а в 2008 году регбисты не старше 22 лет заняли второе место. В 2005 году клуб выиграл состязания для пятнадцати- и шестнадцатилетних регбистов.